# Eeva Joenpelto

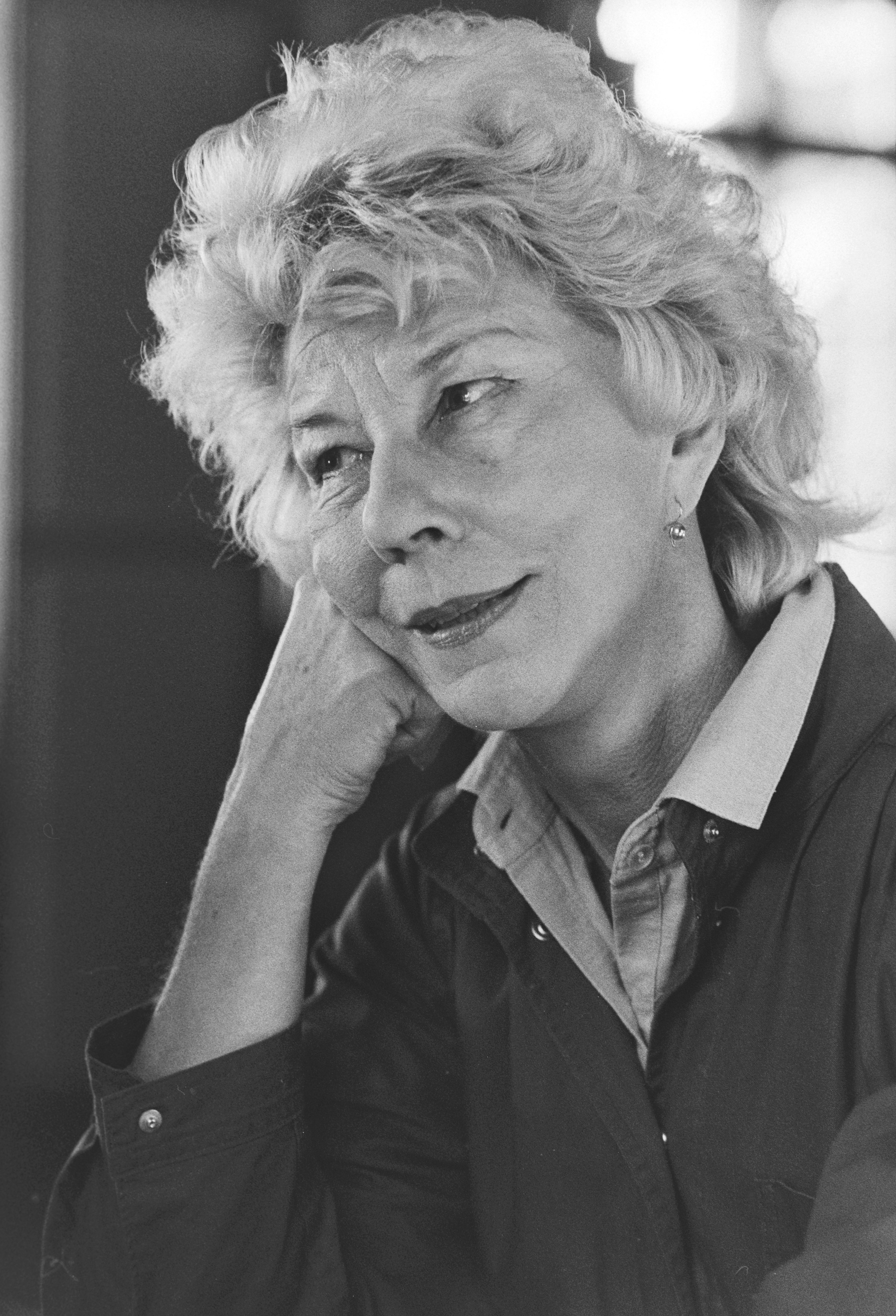
Eeva Joenpelto in 1984

Eeva Elisabeth Joenpelto (Sammatti, 17 juni 1921 – Lohja, 28 januari 2004) was een Finse schrijfster. Haar echtgenoot was Jarl Hellemann, hoofdredacteur van uitgeverij Tammi.
Na haar middelbare school was Joenpelto vanaf 1940 werkzaam als journalist en in de reclamewereld. Ze begon haar carrière als schrijfster met het schrijven van jeugdboeken. In 1950 publiceerde ze haar eerste volwassenenroman, Kaakerholman kaupunki (De stad Kaakerholma). 
Joenpelto schreef vaak over vrouwen op het platteland, generatieconflicten en de verhouding tussen verschillende manieren van leven. Voor haar roman Tuomari Müller, hieno mies (Rechter Müller, een fijne man) ontving ze in 1994 de Finlandiaprijs.
De stad Lohja keert sinds 1988 een keer in de drie jaar de literaire Eeva Joenpelto-prijs uit.
Haar werk is niet in het Nederlands vertaald.

### Romans
- Seitsemän päivää, onder pseudoniem Eeva Helle 1946
- Tulee sittenkin päivä..., onder pseudoniem Eeva Autere 1950
- Kaakerholman kaupunki, 1950
- Veljen varjo, 1951
- Johannes vain, 1952
- Kivi palaa, 1953
- Neito kulkee vetten päällä, 1955
- Missä lintuset laulaa, 1957
- Ralli, 1959
- Syyskesä, 1960
- Kipinöivät vuodet, 1961
- Naisten kesken, 1962
- Viisaat istuvat varjossa, 1964
- Ritari metsien pimennosta, 1966
- Halusit tai et, 1969
- Vesissä toinen silmä, 1971
- Vetää kaikista ovista, 1974 (Deel 1 van de Lohja-serie)
- Kuin kekäle kädessä, 1976 (Deel 2 van de Lohja-serie)
- Sataa suolaista vettä, 1978 (Deel 3 van de Lohja-serie)
- Eteisiin ja kynnyksille, 1980 (Deel 4 van de Lohja-serie)
- Elämän rouva, rouva Glad, 1982
- Rikas ja kunniallinen, 1984
- Jottei varjos haalistu, 1986
- Ei ryppyä, ei tahraa, 1989
- Avoin, hellä ja katumaton, 1991
- Tuomari Müller, hieno mies, 1994
- Uskomattomia uhrauksia, 2000

## Prijzen
- Finse staatsprijs voor literatuur in 1952, 1956, 1962, 1970, 1975 en 1983
- Aleksis Kivi-prijs in 1967
- Finse staatsprijs voor toneelschrijvers in 1968
- Schaduw-Finlandiaprijs in 1989 en 1994
- Finlandiaprijs in 1994

- Bibsys: 90054471
- Bibliothèque nationale de France: cb120256341 (data)
- Gemeinsame Normdatei: 130863769
- International Standard Name Identifier: 0000 0000 7829 9111
- Library of Congress Control Number: n79079389
- Nationale Bibliotheek van Tsjechië: xx0003182
- Nederlandse Thesaurus van Auteursnamen: 069932867
- LIBRIS: 191667
- Système universitaire de documentation: 028417291
- Virtual International Authority File: 59096852
- WorldCat: E39PBJmtDmGxmfj8C68WPqyfMP